# Barbula sumatrana
Barbula sumatrana là một loài rêu trong họ Pottiaceae. Loài này được Baumgartner & Dixon mô tả khoa học đầu tiên năm 1943.